# Фролково (муниципальный округ Егорьевск)
Фролково — деревня в муниципальном округе Егорьевск Московской области России.

## География
Деревня Фролково расположена в северо-восточной части муниципального округа Егорьевск, примерно в 20 километрах к востоку от города Егорьевск. В 1,5 километрах к востоку от деревни протекает река Панюшенка. Высота над уровнем моря 129 метров.

## История
На момент отмены крепостного права деревня принадлежала помещику Щербачёву и помещице Тулубеевой. После 1861 года деревня вошла в состав Василёвской волости Егорьевского уезда. Приход находился в селе Пырково.
В 1926 году деревня входила во Фролковский сельсовет Поминовской волости Егорьевского уезда.
До 1994 года Фролково входило в состав Большегридинского сельсовета Егорьевского района, в 1994—2004 годы — Большегридинского сельского округа, а в 2004—2006 годы — Саввинского сельского округа.
Входит в состав сельского поселения Саввинское.

## Демография
В 1885 году в деревне проживало 386 человек, в 1905 году — 467 человек (228 мужчин, 239 женщин), в 1926 году — 393 человека (196 мужчин, 197 женщин). По переписи 2002 года — 17 человек (8 мужчин, 9 женщин). Население — 27 человек (2010).
| 1859 | 1868 | 1885 | 1905 | 1926 | 2002 | 2006 |
| ---- | ---- | ---- | ---- | ---- | ---- | ---- |
| 106  | ↗249 | ↗386 | ↗467 | ↘393 | ↘17  | ↘7   |
| 2010 |      |      |      |      |      |      |
| ↗27  |      |      |      |      |      |      |